# Trichoplusia telaugea
Trichoplusia telaugea là một loài bướm đêm trong họ Noctuidae.